# You Can’t Do That on Stage Anymore Vol. 3
A You Can't Do That on Stage Anymore, Vol. 3 című dupla CD Frank Zappa koncertfelvételekből összeállított hatrészes sorozatának harmadik darabja, 1989-ben jelent meg. Az egyes részek folytatólagosan, egymás után jelentek meg, de az 5. és 6. rész megjelenésekor a CD-k tárolására alkalmas díszdobozt is kiadtak.

## A sorozatról
Frank Zappa fülszövege – kisebb eltérésektől eltekintve mind a hat részben ez olvasható:
ÁLTALÁNOS INFORMÁCIÓK
Ennek a sorozatnak az összeállítása több mint 20 évet vett igénybe. A gyűjtemény eddig meg nem jelent, utólagos korrekciót nem tartalmazó élő anyagokból ad széles válogatást a legkorábbiaktól (kétsávos analóg) a legfrissebb, az 1988-as big-band turnén készült (48 sávos digitális) felvételekig.
Nagy figyelmet fordítottunk a lehető legjobb hangminőség biztosítására, és ugyan az eredeti Mothers of Invention korai felvételei “hi-fi”-nek éppen nem nevezhetők, azoknak a kedvéért illesztettük őket mégis ide, akik még mindig abban a hiszemben élnek, hogy az egyedüli “jó" felvételek ettől a zenekartól származnak. Néhány későbbi felállással való összehasonlítás végre pontot tehet ennek a különös fantazmagóriának a végére.
EZ AZ ÖSSZEÁLLÍTÁS NEM KRONOLOGIKUS.
Bármely év bármely zenekarának játéka összefolyhat (és gyakran össze is folyik) bármely másik év bármely másik zenekarának játékával – néha egy dal közepén.
A kiválasztott dalok válaszok lehetnek a következő hipotetikus kérdésekre:
1.  Ez-e a legjobb felvétele ENNEK A DALNAK - ETTŐL A ZENEKARTÓL?
2.  Van-e az előadásnak bármilyen “folklorisztikus” jelentősége?
3.  Ez az adott dal első felvétele-e?
4.  A darab egy rögtönzött alkalom egyszeri és megismételhetetlen felvétele-e?
5.  Van-e benne egy jó szóló?
6.  Ad-e “koncepciófolytonossági kulcsot” a teljes lemezgyűjteménnyel rendelkező keményvonalas rajongóknak?
7.  Segíti-e a dal az album stilisztikai felépülését kontraszt vagy feloldás révén?
8.  Van-e az előadásról film- vagy videó-felvétel?

Reméljük, a “YOU CAN’T DO THAT ON STAGE ANYMORE” elnyeri tetszését és adandó alkalommal időt tud szakítani a teljes kollekció mind a 13 órájának meghallgatására.
A “YOU CAN’T DO THAT ON STAGE ANYMORE” sorozatot a rajta játszó zenészeknek és az őket 25 éve elfogadó hallgatóságnak ajánlom.
Köszönöm.

## A lemezről
A dupla CD első lemeze szinte kizárólag az 1984-es felállást mutatja be – ez alól kivétel a Drowning Witch néhány része, amiben 82-ben felvett szakaszok is vannak.
A második lemezen 1971 és 1984 közötti felvételek találhatóak vegyesen, illetve egy 5 dalból álló összefüggő csokor az 1981 Halloweeni koncert vokálorientált számaiból.

## A lemezen szereplő számok
Minden szám Frank Zappa szerzeménye.

### Disc one
1. "Sharleena" – 8:54
2. "Bamboozled by Love/Owner of a Lonely Heart" – 6:06
3. "Lucille Has Messed My Mind Up" – 2:52
4. "Advance Romance" – 6:58
5. "Bobby Brown Goes Down" – 2:44
6. "Keep It Greasey" – 3:30
7. "Honey, Don't You Want a Man Like Me?" – 4:16
8. "In France" – 3:01
9. "Drowning Witch" – 9:22
10. "Ride My Face to Chicago" – 4:22
11. "Carol, You Fool" – 4:06
12. "Chana in de Bushwop" – 4:52
13. "Joe's Garage" – 2:20
14. "Why Does It Hurt When I Pee?" – 3:07

### Disc two
1. "Dickie's Such an Asshole" – 10:08
2. "Hands With a Hammer" (Bozzio) – 3:18
3. "Zoot Allures" – 6:09
4. "Society Pages" – 2:32
5. "I'm a Beautiful Guy" – 1:54
6. "Beauty Knows No Pain" – 2:55
7. "Charlie's Enormous Mouth" – 3:39
8. "Cocaine Decisions" – 3:14
9. "Nig Biz" – 4:58
10. "King Kong" – 24:32
11. "Cosmik Debris" – 5:14

## Zenészek

### 1984
- Frank Zappa – szólógitár, ének
- Ike Willis – ritmusgitár, ének
- Ray White – ritmusgitár, ének
- Bobby Martin – billentyűs hangszerek, ének, szaxofon
- Allan Zavod – billentyűs hangszerek
- Scott Thunes – basszusgitár, ének, szintetizátor
- Chad Wackerman – dobok

vendég:
- Dweezil Zappa – gitár

### 1981-82
- Frank Zappa – szólógitár, ének
- Ray White – ritmusgitár, ének
- Steve Vai – gitár
- Scott Thunes – basszusgitár, ének, szintetizátor
- Bobby Martin – billentyűs hangszerek, ének, szaxofon
- Tommy Mars – billentyűs hangszerek, ének
- Ed Mann – ütőhangszerek
- Chad Wackerman – dobok

### 1971
- Frank Zappa – szólógitár, ének
- Mark Volman – ének
- Howard Kaylan – ének
- Don Preston – billentyűs hangszerek, elektronika
- Jim Pons – basszusgitár, ének
- Aynsley Dunbar – dobok
- Ian Underwood – gitár, fúvósok, altszaxofon, billentyűs hangszerek

### 1973
- Frank Zappa – szólógitár, ének
- Napoleon Murphy Brock – szaxofon, ének
- George Duke – billentyűs hangszerek, ének
- Tom Fowler – basszusgitár
- Bruce Fowler – harsona
- Ruth Underwood – ütőhangszerek, billentyűs hangszerek
- Ralph Humphrey – dobok
- Chester Thompson – dobok

### 1976
- Frank Zappa – szólógitár, ének
- Napoleon Murphy Brock – szaxofon, ének
- Andre Lewis – billentyűs hangszerek
- Roy Estrada – basszusgitár, ének
- Terry Bozzio – dobok

- Diva Zappa – dalszöveg
- Mark Pinske – hangmérnök
- Kerry McNabb – hangmérnök
- Bob Stone – hangmérnök, felvételvezető, újrakeverő, felügyelő